# Allée du Commandant-Raynal
L'allée du Commandant-Raynal est une voie du 15e arrondissement de Paris, en France.

## Situation et accès
L'allée du Commandant-Raynal est une voie privée située dans le 15e arrondissement de Paris, qui débute au 16, allée Le Gramat et se termine au 21, rue Cauchy.

## Origine du nom

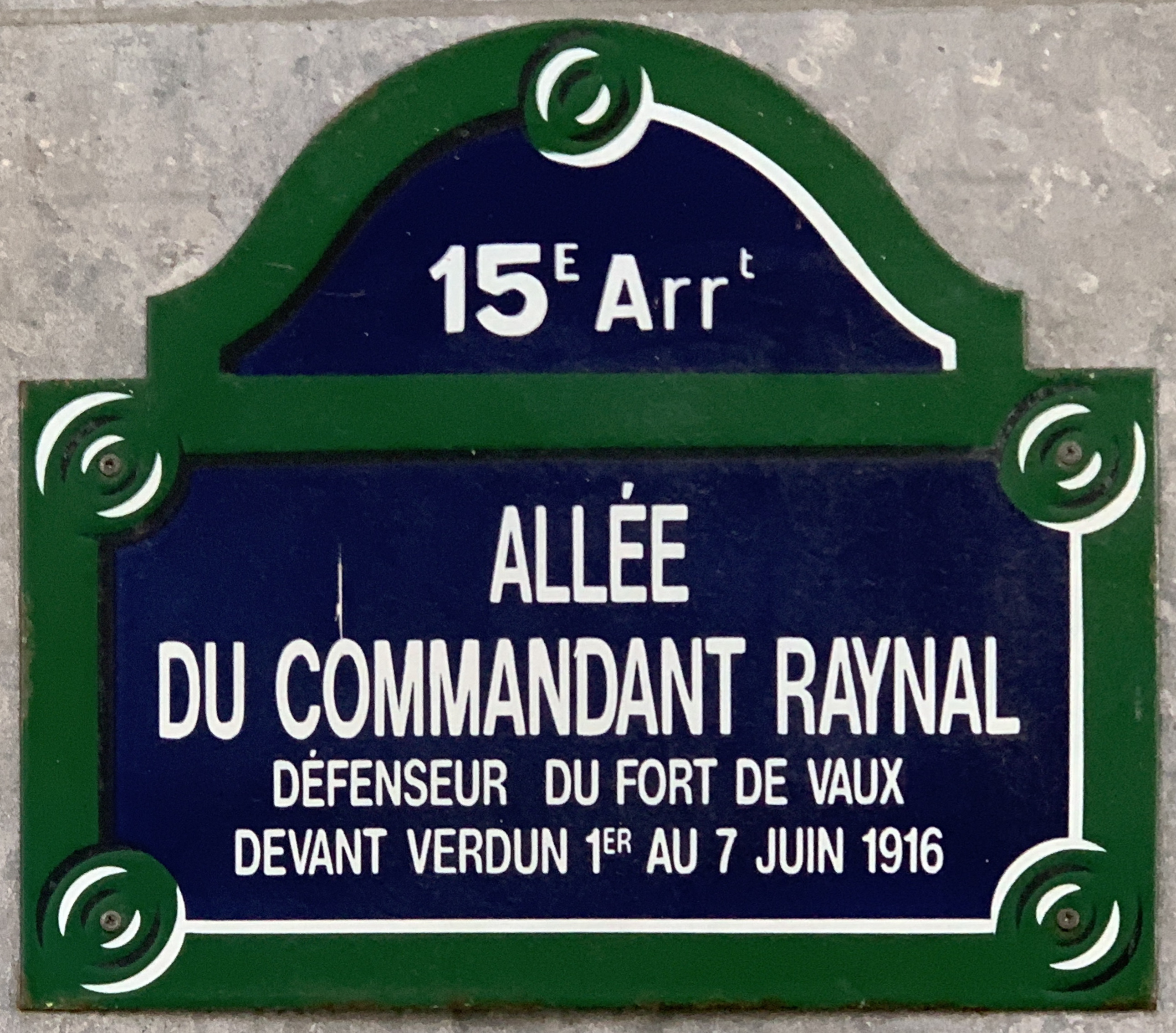
Plaque de l'allée.

Cette voie rend hommage au colonel Sylvain Eugène Raynal (1867-1939), un officier français qui joua un rôle héroïque dans la défense du fort de Vaux lors de la bataille de Verdun durant la première Guerre mondiale.

## Historique
Cette voie a pris la dénomination d'« allée du Commandant-Raynal » par décret municipal du 27 novembre 1998.